# Phu nhân Pacal

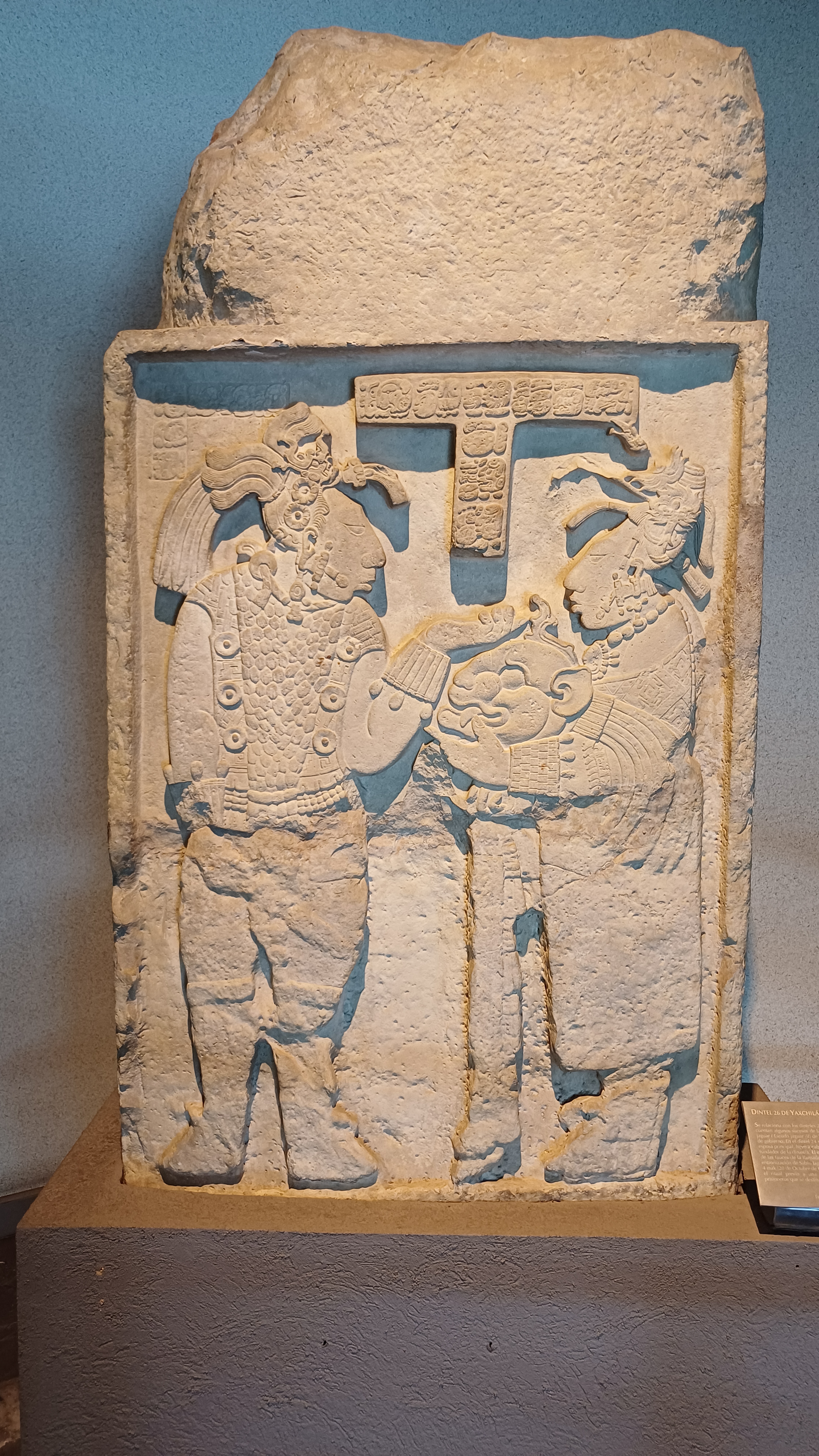
Con trai của phu nhân Pacal, vua Itzamnaaj Bʼalam II và em gái bà, phu nhân Xoc (? —749)

Phu nhân Pacal hay phu nhân Pakal (? —705; tiếng Maya: Ix Pacal) là một vương hậu Maya của thành phố Yaxchilan ở Mexico.

Người ta nói rằng bà sống đến kʼatun lần thứ sáu của mình, có nghĩa là bà ít nhất được 98 tuổi khi bà mất vào năm 705.:122

## Gia tộc
Phu nhân Pacal là một con gái của Phu nhân Xibalba, vợ của vua Yaxun Bʼalam III
 và mẹ của Itzamnaaj Bʼalam II.:???
Cháu trai của bà là Yaxun Bʼalam IV.
Chị gái bà có thể là phu nhân Xoc và con dâu bà là phu nhân Ikʼ Skull của Calakmul.